# Hoshihananomia borealis
Hoshihananomia borealis is een keversoort uit de familie spartelkevers (Mordellidae). De wetenschappelijke naam van de soort is voor het eerst geldig gepubliceerd in 1957 door Nomura.